# Morainville
Pour l’article homonyme, voir Morainville-Jouveaux.
Morainville est une commune française située dans le département d'Eure-et-Loir en région Centre-Val de Loire.

## Géographie

### Situation

Situation géographique
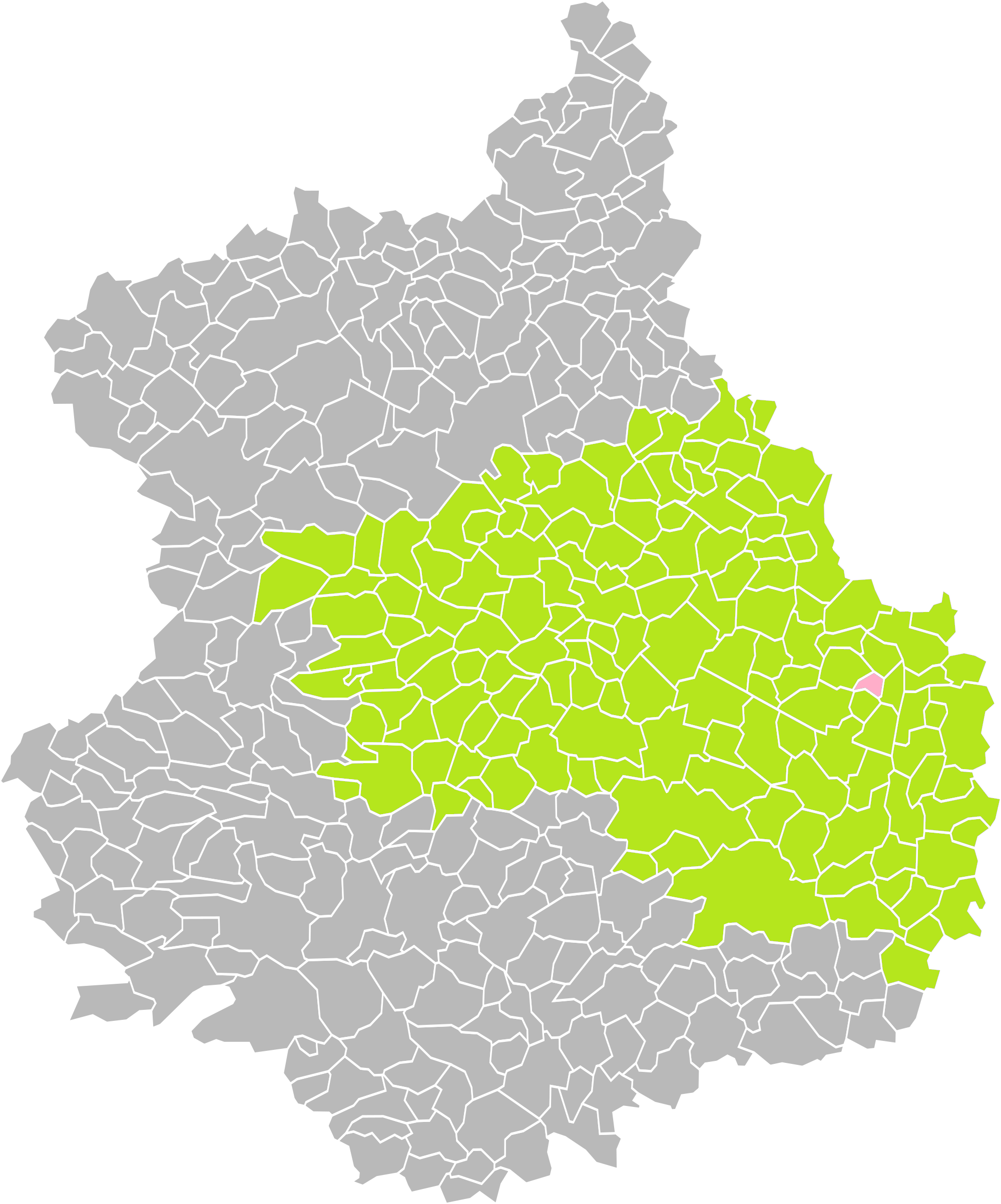
Morainville dans son arrondissement.
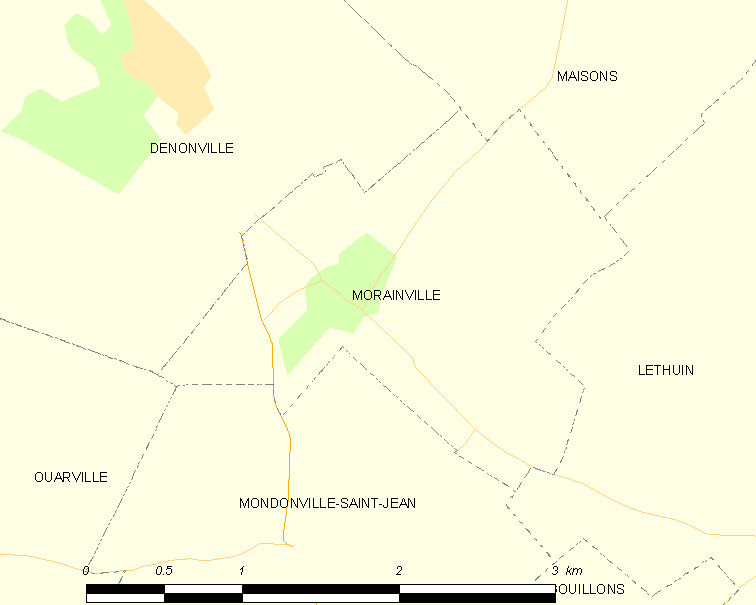
Carte de la commune de Morainville.

### Communes limitrophes
|            | Maisons                |         |
| Denonville | Morainville            | Léthuin |
| Ouarville  | Mondonville-Saint-Jean |         |

### Climat
Pour des articles plus généraux, voir Climat du Centre-Val de Loire et Climat d'Eure-et-Loir.
En 2010, le climat de la commune est de type climat océanique dégradé des plaines du Centre et du Nord, selon une étude du CNRS s'appuyant sur une série de données couvrant la période 1971-2000. En 2020, Météo-France publie une typologie des climats de la France métropolitaine dans laquelle la commune est exposée à un climat océanique altéré et est dans la région climatique  Sud-ouest du bassin Parisien, caractérisée par une faible pluviométrie, notamment au printemps (120 à 150 mm) et un hiver froid (3,5 °C). 
Pour la période 1971-2000, la température annuelle moyenne est de 10,5 °C, avec une amplitude thermique annuelle de 15,1 °C. Le cumul annuel moyen de précipitations est de 642 mm, avec 10,6 jours de précipitations en janvier et 7,6 jours en juillet. Pour la période 1991-2020, la température moyenne annuelle observée sur la station météorologique de Météo-France la plus proche, sur la commune de Sainville à 6 km à vol d'oiseau, est de 11,3 °C et le cumul annuel moyen de précipitations est de 655,5 mm,. Pour l'avenir, les paramètres climatiques de la commune estimés pour 2050 selon différents scénarios d'émission de gaz à effet de serre sont consultables sur un site dédié publié par Météo-France en novembre 2022.

## Urbanisme

### Typologie
Au 1er janvier 2024, Morainville est catégorisée commune rurale à habitat très dispersé, selon la nouvelle grille communale de densité à 7 niveaux définie par l'Insee en 2022.
Elle est située hors unité urbaine. Par ailleurs la commune fait partie de l'aire d'attraction de Paris, dont elle est une commune de la couronne,. 

### Occupation des sols
L'occupation des sols de la commune, telle qu'elle ressort de la base de données européenne d’occupation biophysique des sols Corine Land Cover (CLC), est marquée par l'importance des territoires agricoles (92,6 % en 2018), une proportion identique à celle de 1990 (92,6 %). La répartition détaillée en 2018 est la suivante : 
terres arables (92,6 %), forêts (7,4 %). L'évolution de l’occupation des sols de la commune et de ses infrastructures peut être observée sur les différentes représentations cartographiques du territoire : la carte de Cassini (XVIIIe siècle), la carte d'état-major (1820-1866) et les cartes ou photos aériennes de l'IGN pour la période actuelle (1950 à aujourd'hui).

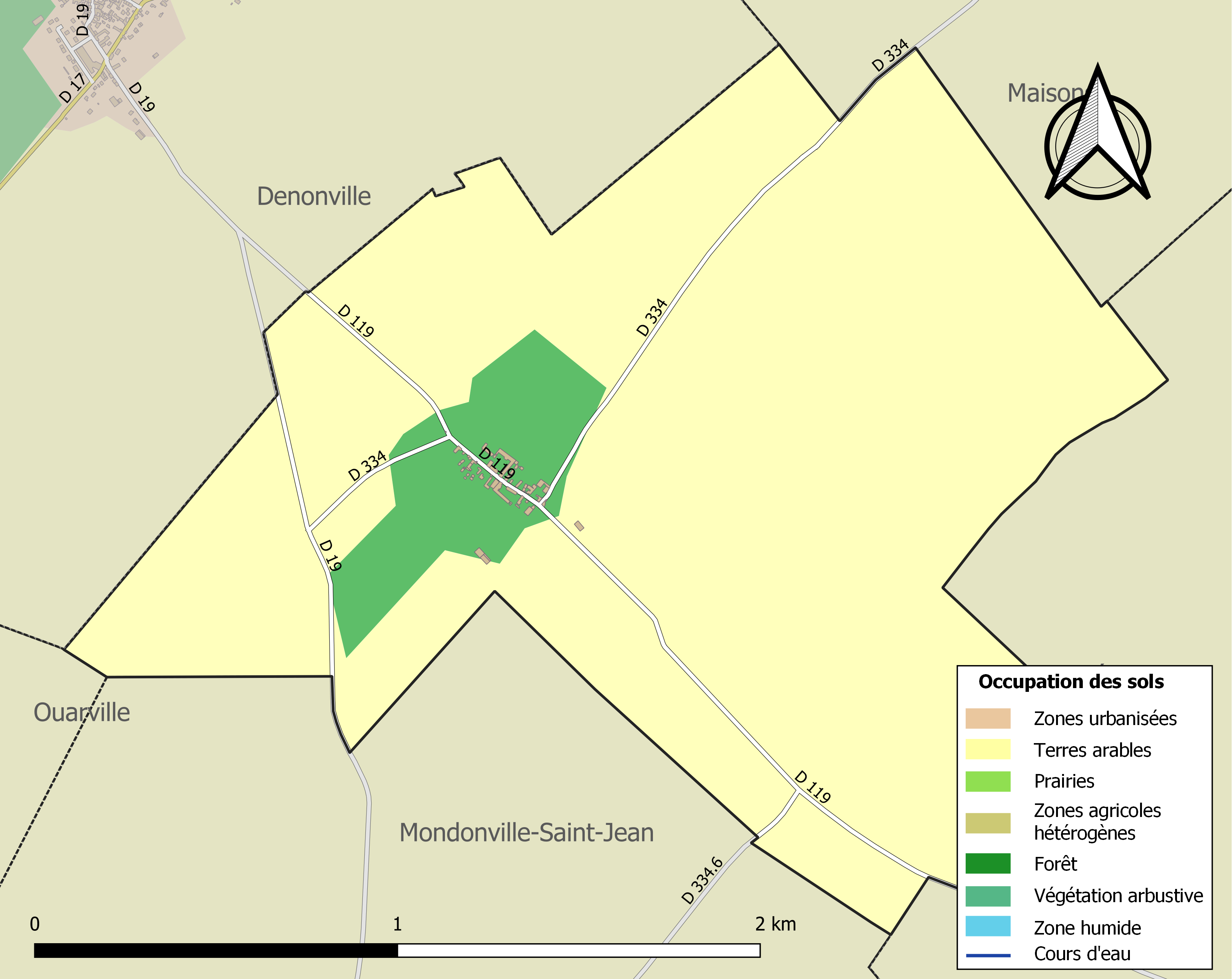
Carte des infrastructures et de l'occupation des sols de la commune en 2018 (CLC).

### Risques majeurs
Le territoire de la commune de Morainville est vulnérable à différents aléas naturels : météorologiques (tempête, orage, neige, grand froid, canicule ou sécheresse), inondations et séisme (sismicité très faible). Il est également exposé à un risque technologique, le transport de matières dangereuses. Un site publié par le BRGM permet d'évaluer simplement et rapidement les risques d'un bien localisé soit par son adresse soit par le numéro de sa parcelle.

#### Risques naturels
Certaines parties du territoire communal sont susceptibles d’être affectées par le risque d’inondation par débordement de cours d'eau, notamment l'Avre, l'Eure et l'Aqueduc de l'Avre. La commune a été reconnue en état de catastrophe naturelle au titre des dommages causés par les inondations et coulées de boue survenues en 1999,.

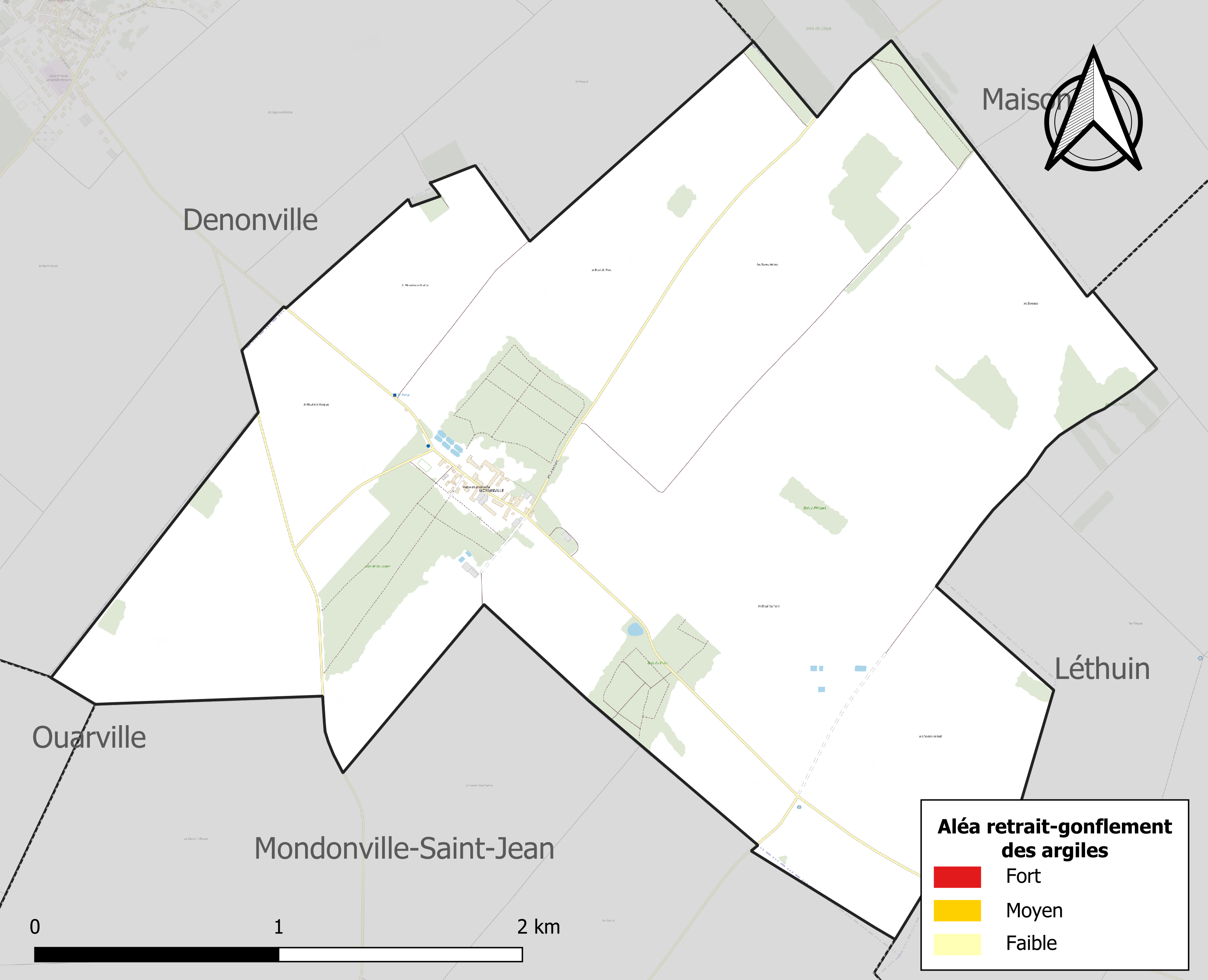
Carte des zones d'aléa retrait-gonflement des sols argileux de Morainville.

Le retrait-gonflement des sols argileux est susceptible d'engendrer des dommages importants aux bâtiments en cas d’alternance de périodes de sécheresse et de pluie. 0 % de la superficie communale est en aléa moyen ou fort (52,8 % au niveau départemental et 48,5 % au niveau national). Sur les 19 bâtiments dénombrés sur la commune en 2019, 0 sont en aléa moyen ou fort, soit 0 %, à comparer aux 70 % au niveau départemental et 54 % au niveau national. Une cartographie de l'exposition du territoire national au retrait gonflement des sols argileux est disponible sur le site du BRGM,.
Concernant les mouvements de terrains, la commune a été reconnue en état de catastrophe naturelle au titre des dommages causés par des mouvements de terrain en 1999.

#### Risques technologiques
Le risque de transport de matières dangereuses sur la commune est lié à sa traversée par des infrastructures routières ou ferroviaires importantes ou la présence d'une canalisation de transport d'hydrocarbures. Un accident se produisant sur de telles infrastructures est en effet susceptible d’avoir des effets graves au bâti ou aux personnes jusqu’à 350 m, selon la nature du matériau transporté. Des dispositions d’urbanisme peuvent être préconisées en conséquence.

## Toponymie
Les mentions anciennes de la localité sont : Morainvilla vers 1250, Morinvallis en 1257,, Moranville en 1518, Jean de Morainville en 1556, Saint-Eutrope de Morainville en 1736, Morainville en 1757.

## Histoire
- Le fief seigneurial de Morainville est possédé par Guillaume de Morainville en 1260[16].
- En 1637, Morainville dépendait encore de la paroisse de Léthuin, quoiqu'il eût la chapelle de Monsieur Sainct-Eutroppe, située dans le village depuis un temps immémorial[16]. Les habitants s'occupaient des moyens d'obtenir l'érection de leur chapelle en église paroissiale, tant pour la longue defigultez de chemins que autres chousses. Ceci avec l'accord de Georges de Fresnières, chevalier, seigneur de Morainville, lieutenant-colonel du régiment de Beauce. Ce qui fut réalisé l'année suivante  le 2 mai 1638 (date proche de la saint Eutrope d'Orange, le 27 mai[18]). Un lieu presbytéral est construit par le seigneur et sa dame pour loger le curé. Quatre perches de long et une perche et demy de large  pour faire un simetière pour ensépulturer et enterrer les corps des habitants dudit lieu. Le premier curé fut Jacques Lair (+1651). Les premiers registres de catholicité, prémices de l'état civil, datent de l'érection de la paroisse en 1639[16].
- En 1718, un procès eut lieu concernant des pièces de terres  de la fabrique de Létuing et Pierre Charles Perrochel, seigneur de Morainville[16].
- En 1738, il y avait 60 communiants à Morainville[16].
- 1750, le cas d'une grossesse tardive (onze mois!) après le décès du père présumé Charles Marcille né à Morainville[19].
- En 1777, il y avait 35 communiants[16]
- En 1788, François Denis de Perrochel, comte de Morainville, fait aveu de sa seigneurie de Morainville[16].

## Politique et administration

### Liste des maires
| Période                                  | Période      | Identité                            | Étiquette | Qualité                            |
| ---------------------------------------- | ------------ | ----------------------------------- | --------- | ---------------------------------- |
| Les données manquantes sont à compléter. |              |                                     |           |                                    |
| 1818                                     | 1825         | Etienne Gabriel Cochin              |           |                                    |
| 1826                                     | 1827         | de Perrochel de Morainville         |           |                                    |
| 1828                                     | ?            | Pierre Augustin Alexandre Bourgeois |           |                                    |
| 1995                                     | 2008         | François de Varine-Bohan            |           |                                    |
| 2008                                     | Juillet 2020 | Lionel Couturier                    | SE        |                                    |
| Juillet 2020                             | En cours     | Bertrand de Miscault                |           | Gendre de François de Varine-Bohan |

## Population et société

### Démographie
L'évolution du nombre d'habitants est connue à travers les recensements de la population effectués dans la commune depuis 1793. Pour les communes de moins de 10 000 habitants, une enquête de recensement portant sur toute la population est réalisée tous les cinq ans, les populations de référence des années intermédiaires étant quant à elles estimées par interpolation ou extrapolation. Pour la commune, le premier recensement exhaustif entrant dans le cadre du nouveau dispositif a été réalisé en 2008.

En 2022, la commune comptait 17 habitants, en évolution de −34,62 % par rapport à 2016 (Eure-et-Loir : −0,23 %, France hors Mayotte : +2,11 %).
| 1793 | 1800 | 1806 | 1821 | 1831 | 1836 | 1841 | 1846 | 1851 |
| ---- | ---- | ---- | ---- | ---- | ---- | ---- | ---- | ---- |
| 99   | 96   | 99   | 91   | 97   | 94   | 86   | 100  | 97   |

| 1856 | 1861 | 1866 | 1872 | 1876 | 1881 | 1886 | 1891 | 1896 |
| ---- | ---- | ---- | ---- | ---- | ---- | ---- | ---- | ---- |
| 96   | 84   | 81   | 91   | 89   | 86   | 87   | 62   | 75   |

| 1901 | 1906 | 1911 | 1921 | 1926 | 1931 | 1936 | 1946 | 1954 |
| ---- | ---- | ---- | ---- | ---- | ---- | ---- | ---- | ---- |
| 69   | 67   | 70   | 54   | 55   | 64   | 46   | 60   | 45   |

| 1962 | 1968 | 1975 | 1982 | 1990 | 1999 | 2006 | 2008 | 2013 |
| ---- | ---- | ---- | ---- | ---- | ---- | ---- | ---- | ---- |
| 48   | 48   | 43   | 37   | 25   | 28   | 25   | 24   | 30   |

| 2018 | 2022 | - | - | - | - | - | - | - |
| ---- | ---- | - | - | - | - | - | - | - |
| 18   | 17   | - | - | - | - | - | - | - |

#### Particularité démographique
Selon le recensement de 2020, Morainville est la commune la moins peuplée d'Eure-et-Loir avec 16 habitants, avant Revercourt qui compte 22 habitants.

## Économie

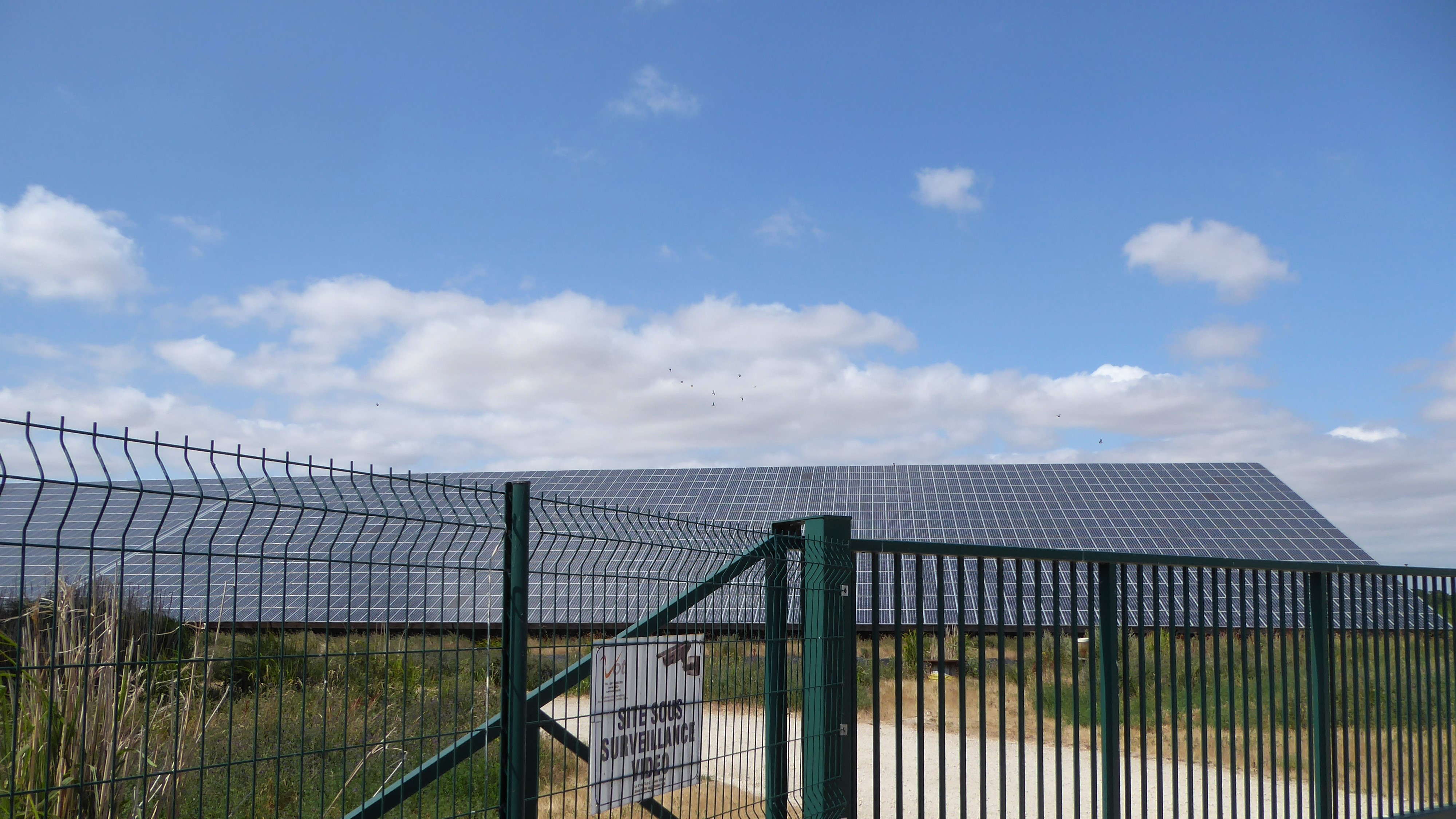
La ferme solaire.

L'activité économique est fondée sur l'agriculture, principalement céréalière.
Une ferme solaire est également présente sur la route de Mondonville-Saint-Jean à Léthuin.

## Culture locale et patrimoine

### Lieux et monuments
- Château de Morainville ;
- Tourelle ;
- Oratoire ;
- Monument aux morts ;
- Ancienne pompe à eau de village ;
- Il est à noter que la commune est « réputée sans clochers »[24]. L'église Saint-Eutrope a été démolie  XIXe siècle ; à son emplacement a été construite la mairie actuelle ; le cimetière était sur l'emplacement d'un grand hangar au 9 rue Grande. On peut voir son emplacement en 1813[25].

Lieux et monuments
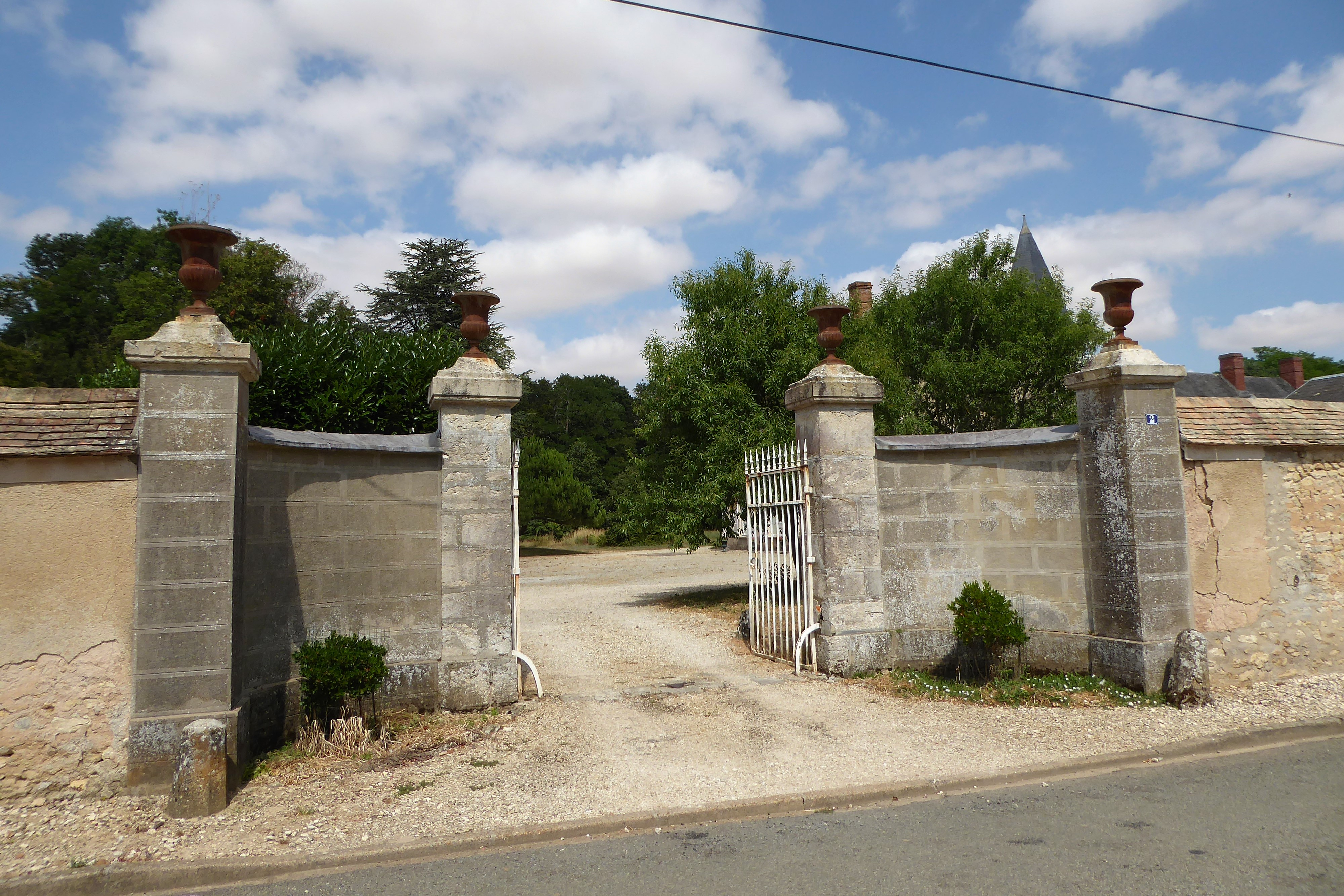
L'entrée du château.
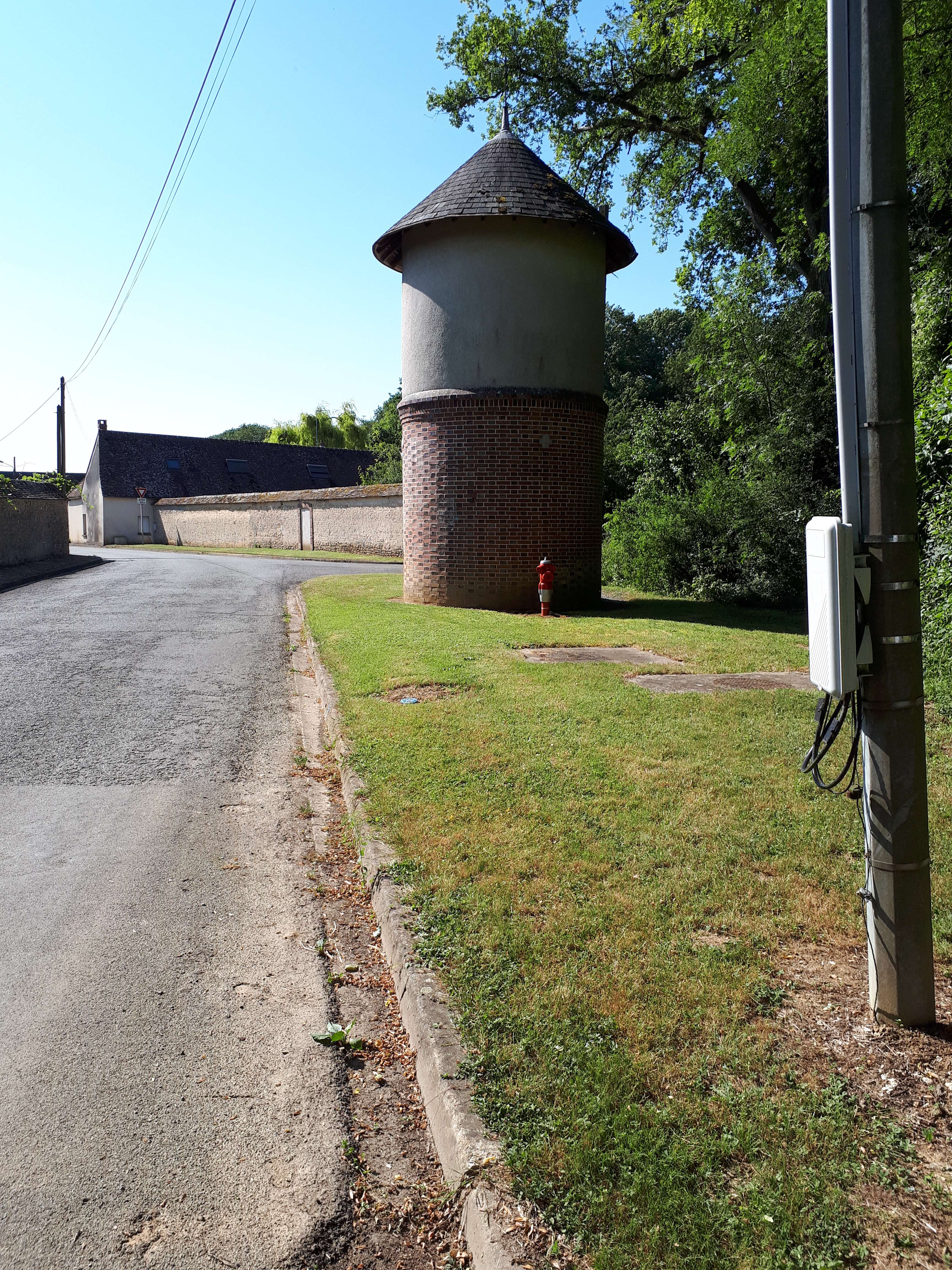
La tourelle.
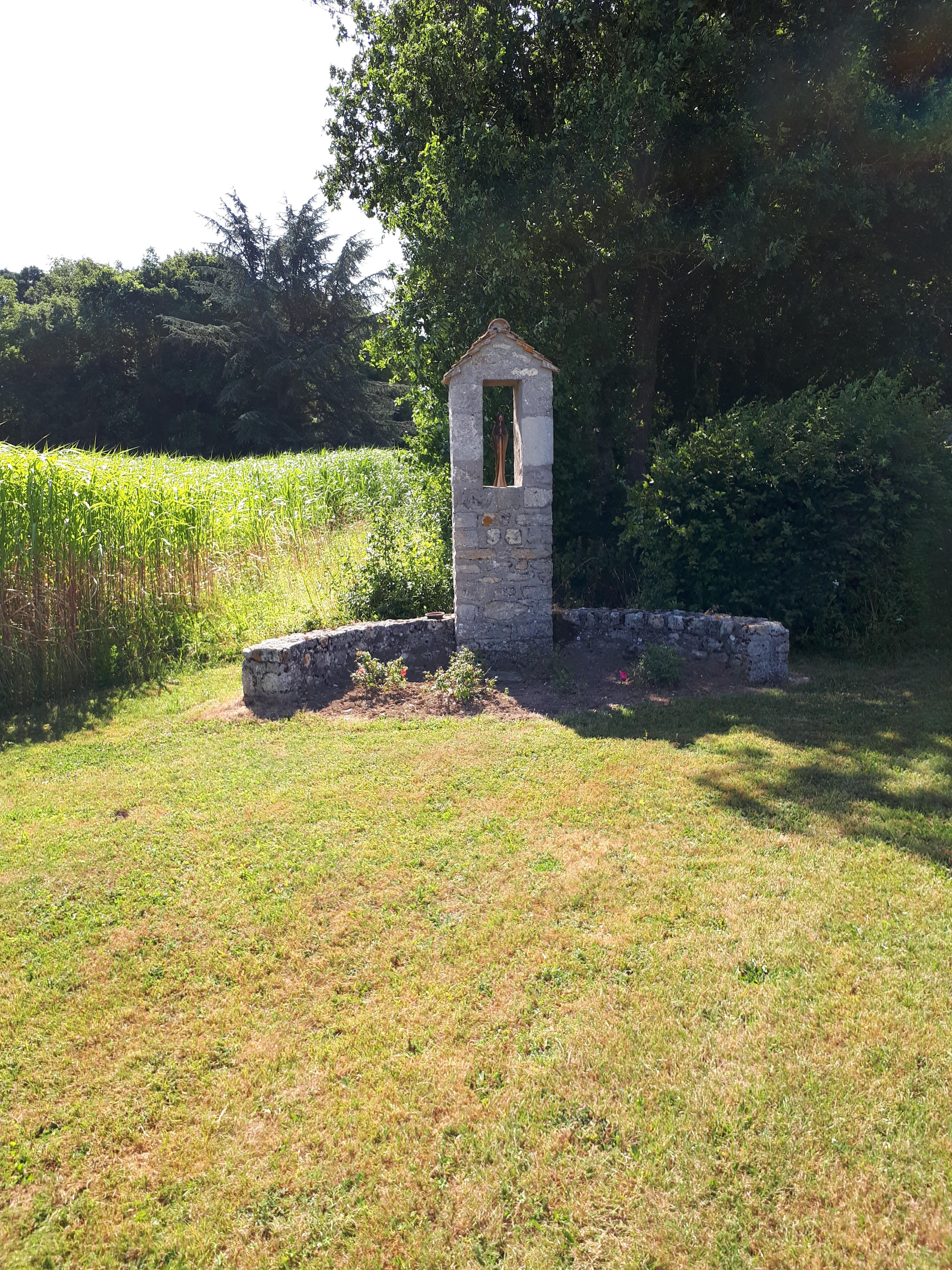
L'oratoire.
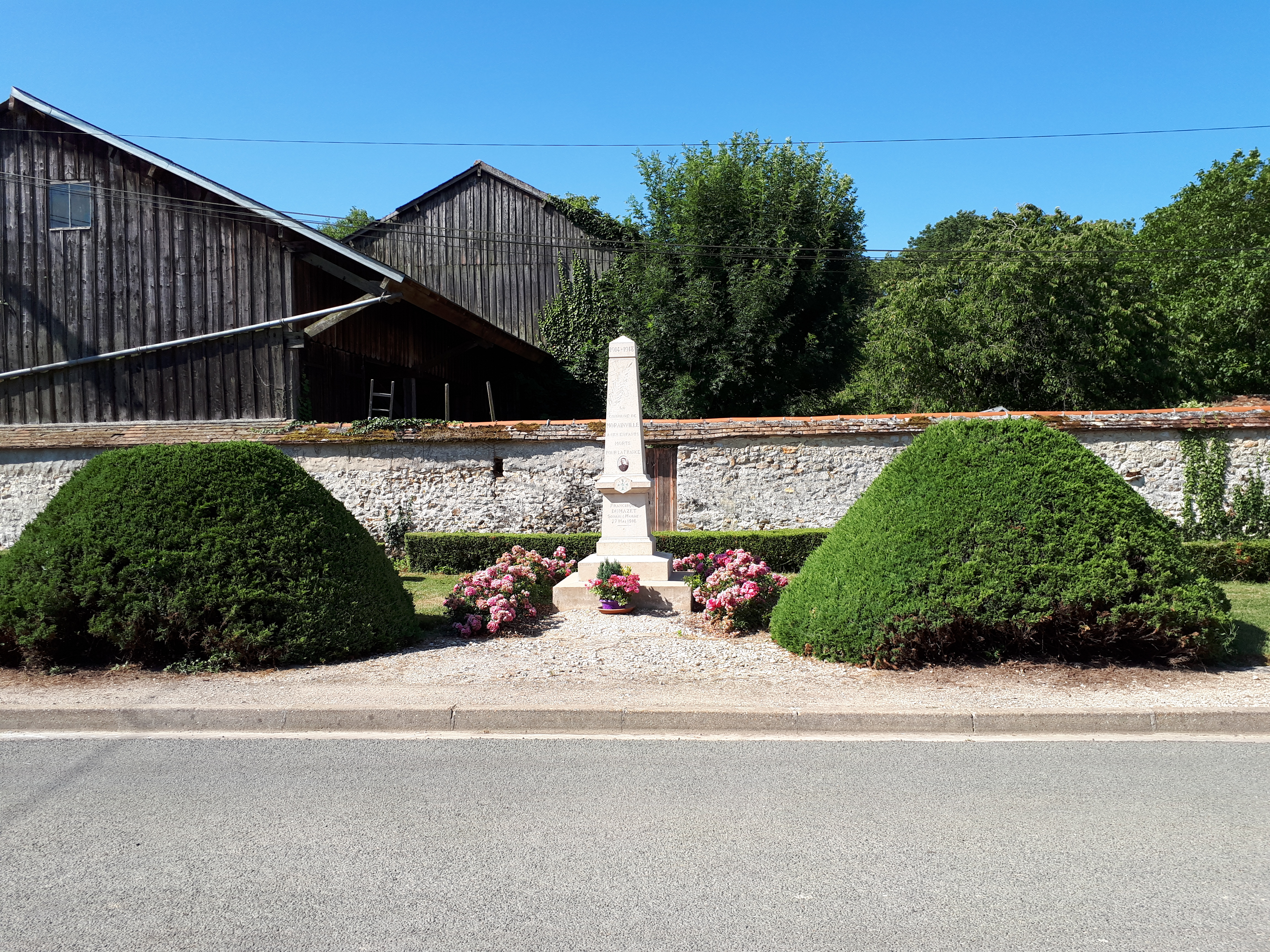
Le monument aux morts.
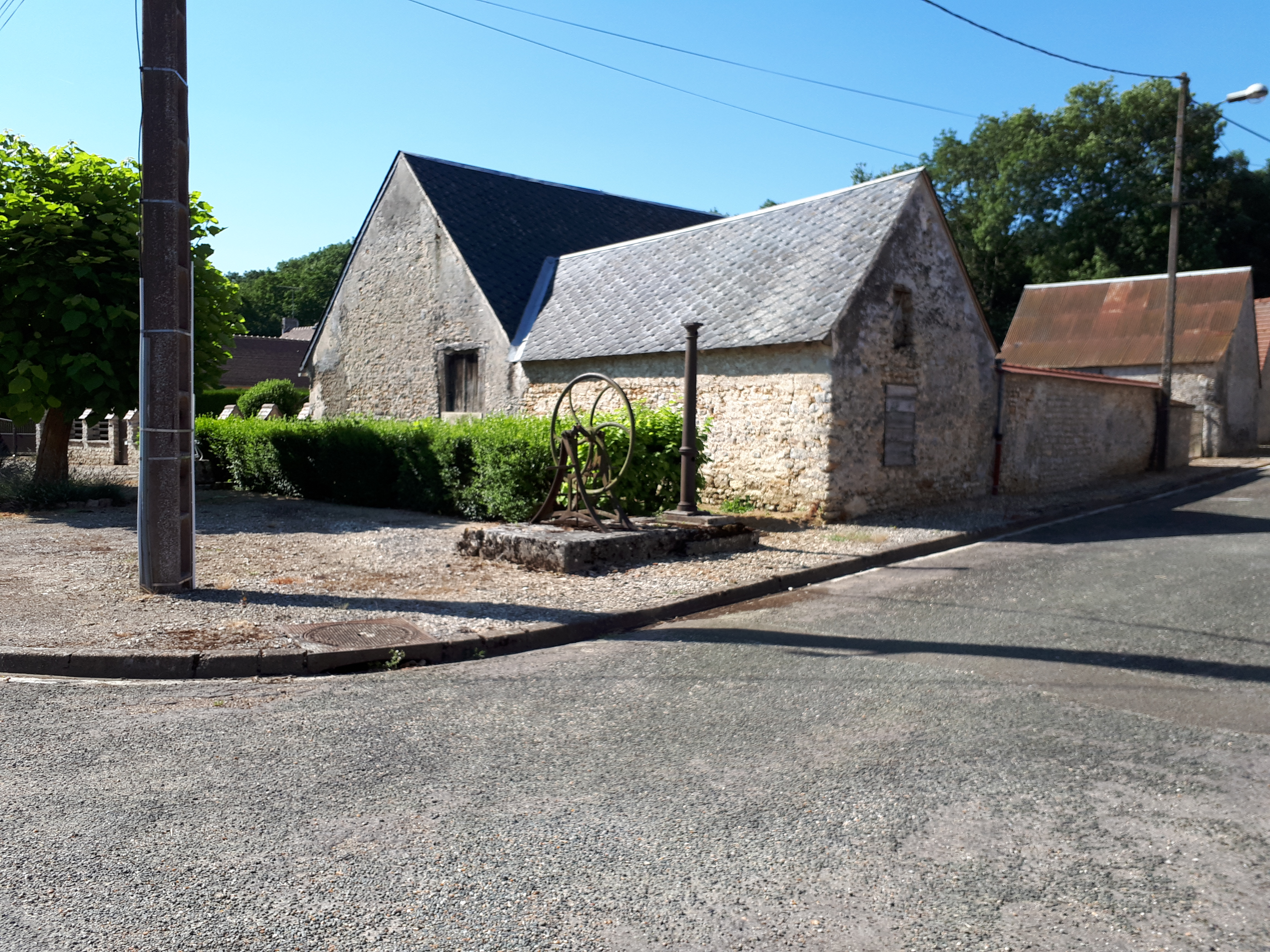
l'ancienne pompe à eau.
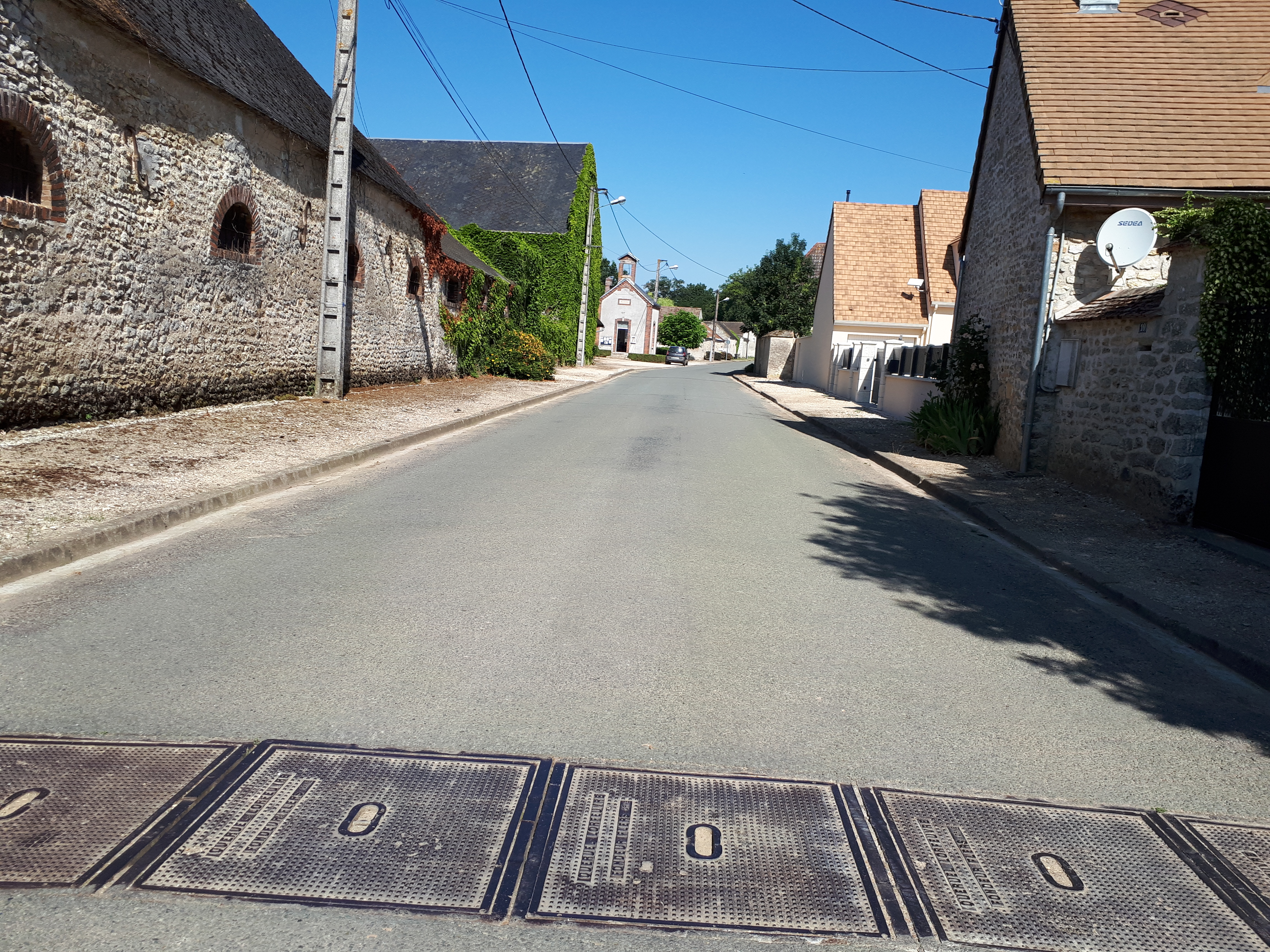
La rue principale.
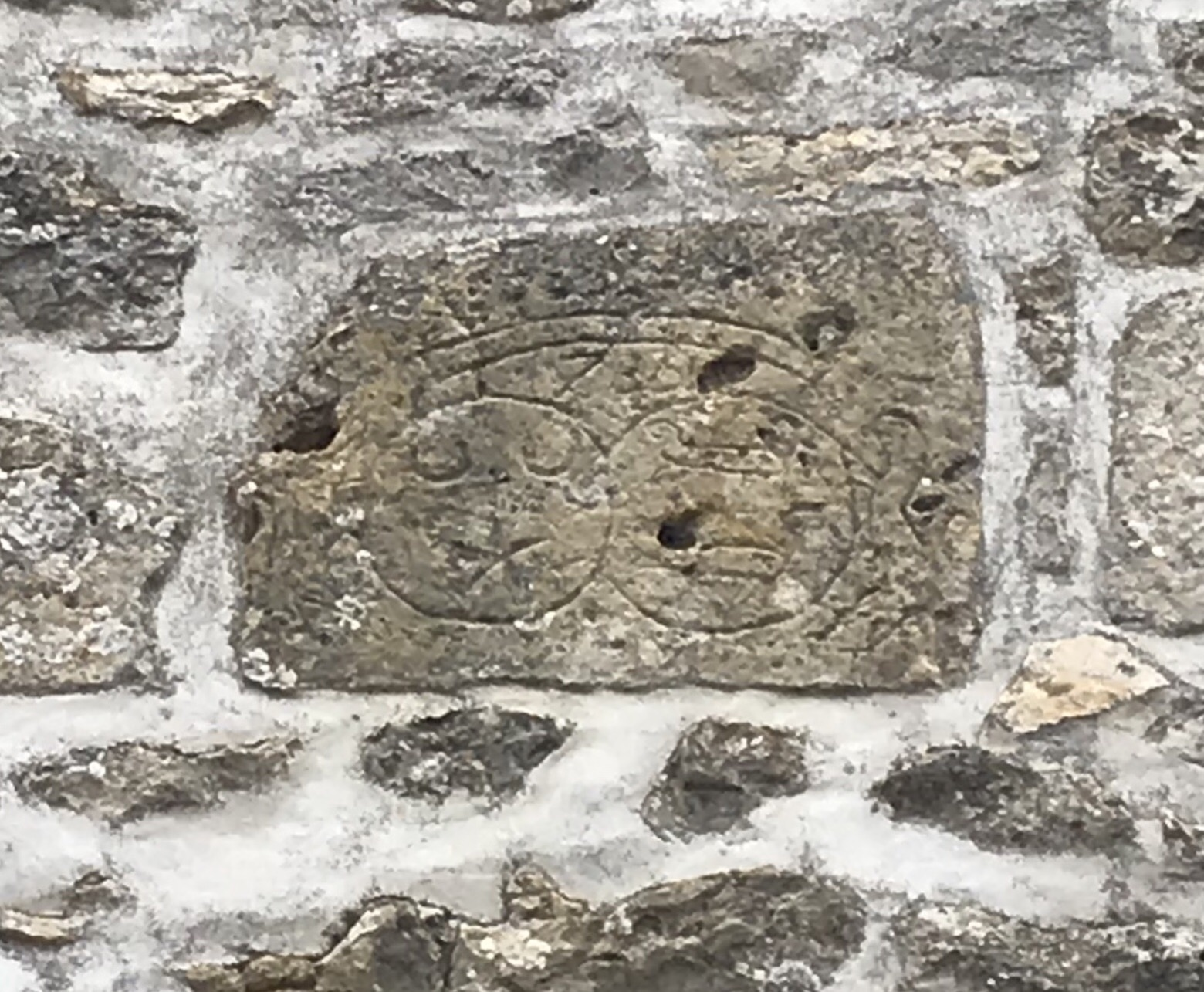
Armoiries d'alliance des familles Perrochel de Morainville et de Fontenay vers 1730 visibles depuis la Grande Rue.